# André Kertész

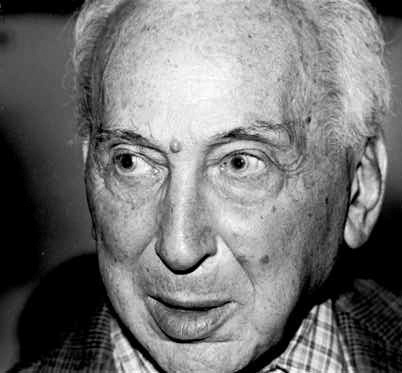
André Kertész, Nowy Jork, 1982

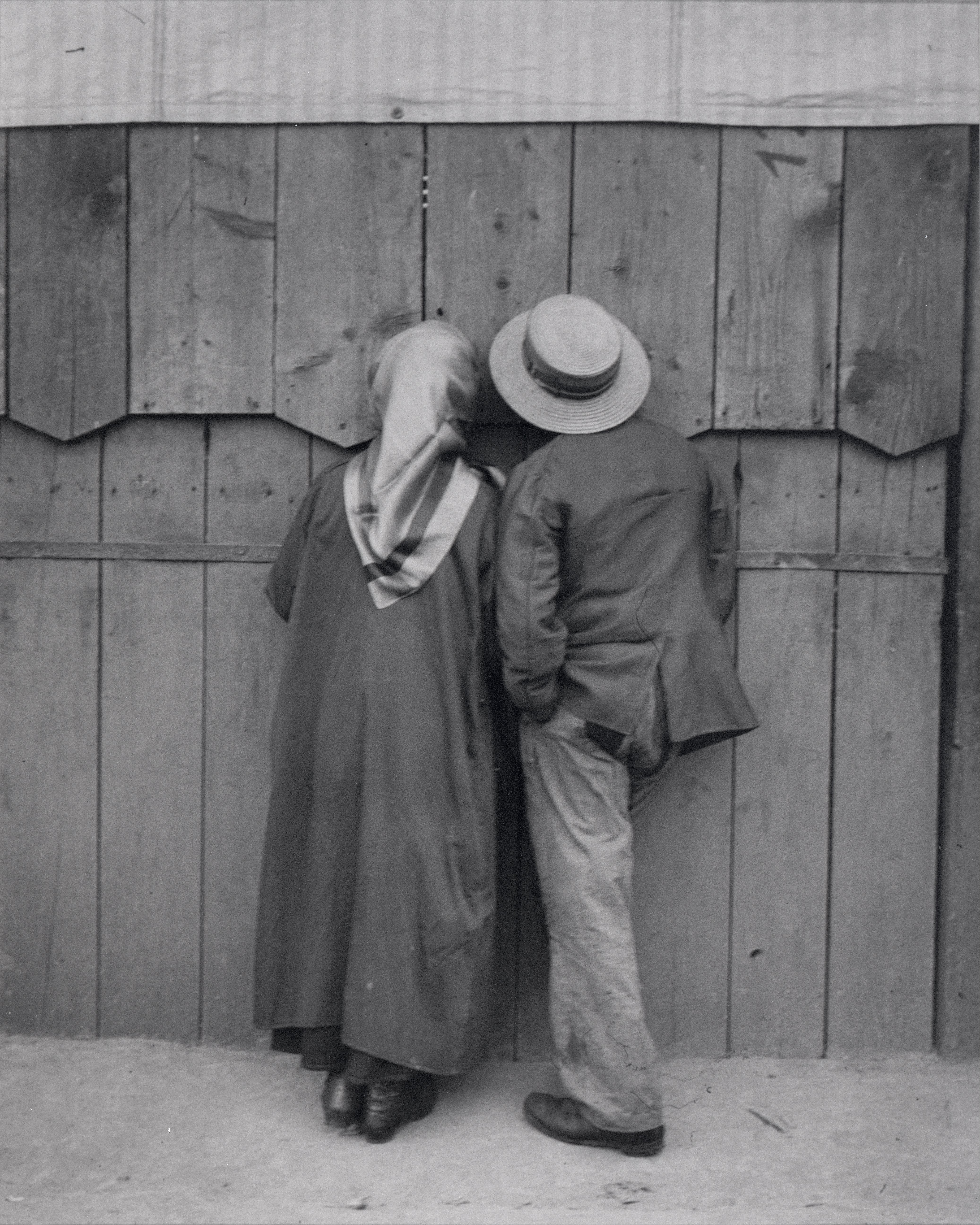
Praca Cyrk, Budapeszt, 19 maja 1920

André Kertész (ur. 2 lipca 1894 w Budapeszcie, zm. 28 września 1985 w Nowym Jorku) – węgierski fotograf i dziennikarz. Zaliczany do dadaistów.

## Życiorys
Urodził się w Budapeszcie w średnio zamożnej rodzinie Żydów. Jego ojciec Lipót Kertész, sprzedawał książki; André (nazywany „Bandi”) był drugim z trzech jego synów. Kiedy ojciec zmarł w 1908, a matka, Ernesztina z d. Hoffmann nie miała środków na utrzymanie i wychowanie synów, chłopcami w sposób ojcowski zajął się wuj, Lipót Hoffmann. Rodzina przeprowadziła się do majątku wuja w Szigetbecse w komitacie Peszt, na dunajskiej wyspie Czepel, 50 km na południe od Budapesztu. Spokojne, sielankowe tempo życia nadały kształt jego osobowości i późniejszej karierze.
Pierwszy aparat kupił w 1912. Zasłynął w swej ojczyźnie fotografiami I wojny światowej. Porzucił giełdę, gdzie pracował i pszczelarstwo, którym się także zajmował i w 1925 wyemigrował do Francji, aby podjąć naukę w jednej z paryskich szkół fotograficznych. Poznał tam i poślubił Roszę Klein (używającą nazwiska Rogi André). Małżeństwo było krótkotrwałe, wrócił na Węgry, a potem znów do Paryża, lecz już z dawną przyjaciółką i modelką wczesnych, powojennych fotografii, Erzsébet Salomon (później Elizabeth Saly), z którą już w czerwcu 1933 r. się ożenił. Razem z nią wyjechał w 1936 do USA, była także jego późniejszą modelką, był z nią do jej śmierci w 1977 r. Przeżył ją o 8 lat.
W Ameryce zrobił karierę, był cenionym fotografem. Swoje zdjęcia publikował w prestiżowych magazynach Vogue, Life, Town & Country; robił też zdjęcia dla luksusowych domów towarowych Harper’s Bazaar, Saks Fifth Avenue. Używał aparatów Leica.
Zdjęcie niewidomego cygańskiego skrzypka zrobione w 1921 w Abony prześladuje Andrzeja Stasiuka, o czym pisze w "Jadąc do Babadag".

## Nagrody i upamiętnienie
Otrzymał m.in. doktorat honorowy Royal College of Art i Fine Arts Parson's School of Design, francuską Legię Honorową, pierwszą nagrodę Annual Master of Photography Award International Center of Photography.
Na jego cześć jeden z kraterów na Merkurym nazwano Kertész.